# Академічний симфонічний оркестр Львівської філармонії
Академічний симфонічний оркестр Львівської національної філармонії ім. М. Скорика — один з найдавніших та найбільших українських симфонічних оркестрів.
Заснований 27 вересня 1902 року оркестр співпрацював з Ріхардом Штраусом, Густавом Малером, Руджеро Леонкавалло, Мечиславом Карловичем, Рейнгольдом Гліером, Євгеном Мравінським, Ніколае Попеску, Куртом Мазуром та багатьма іншими відомими диригентами. У музичному сезоні 2022/2023 колектив відзначив своє 120-річчя.
Щороку оркестр проводить понад 100 концертів у Львівській національній філармонії. З успіхом гастролює у багатьох країнах світу, серед яких Польща, Італія, Іспанія, Франція, Швейцарія, Німеччина, Нідерланди, Китай, Швеція, США, Англія. Серед відомих концертних залів світу — оркестр виступав у Карнеґі-холі (Нью-Йорк, США), Radio City Music Hall (Нью-Йорк, США), Stockholm Konserthuset (Стокгольм, Швеція), Alte Oper (Франкфурт, Німеччина), The Victoria Hall (Женева, Швейцарія), Berlin Philharmonic (Берлін, Німеччина), Cadogan Hall (Лондон, Англія), Birmingham Symphony Hall (Бірмінгем, Англія) тощо.

## Історичні передумови створення оркестру
Львів — старовинне європейське місто, у якому музика завжди займала неабияке місце! Шлях до професіоналізації світського концертного життя у багатонаціональному Львові пройшов різні етапи і набував різних форм, починаючи від цеху міських трубачів та цеху музикантів, що об'єднував італійську, сербську та єврейську капели у XV—XVI століттях. Ці мистецькі об'єднання послужили підґрунтям для створення постійних високопрофесійних музичних колективів та установ, які діють і до сьогодні.
У 1796 році скрипаль і дириґент Юзеф Ельснер (1769—1854) ініціював створення першої у Львові Музичної Академії, діяльність якої мала чимало спільного із філармонійними товариствами європейського типу. Вона об'єднувала професійних музикантів та освічених аматорів і фактично стала першою у місті концертною організацією.
З організацією та розвитком концертної діяльності в місті тісно пов'язане ім'я легендарного скрипаля Кароля Ліпінського (1780—1861), якого по праву вважали достойним суперником Нікколо Паганіні. У 1799 році він став першим скрипалем, концертмейстером Львівського театру, а з 1811 — його капельмейстером, «директором оркестру». Саме Ліпінський був ініціатором створення симфонічного оркестру, який виступав під час проведення великих ярмаркових торгів («святоюрських контрактів»). Згодом, після блискучих європейських турне, скрипаль продовжив активно долучатись до музичного життя міста, виступаючи у супроводі оркестру Галицького філармонічного товариства.
Організоване публічне концертування було пов'язане з музичними ініціативами молодшого сина В. А. Моцарта — Франца Ксавера Моцарта (1791—1844), який майже 30 років жив і творив саме у цьому місті від 1808 року.
У музичну історію Львова він увійшов передусім як педагог та організатор музичного життя міста. За його ініціативою у 1826 році було засноване «Товариство св. Цецилії», при якому існували хор та інститут співу. Однією із найбільш масштабних подій, організованих цим Товариством, було вшанування пам'яті Вольфґанґа Амадея Моцарта, яка відбувалась 5 грудня того ж року в 35 річницю його смерті. Діяльність Товариства стала поштовхом до формування нових професійних осередків організованого музично-мистецького життя. Симфонічні концерти за участю фахових музикантів та аматорів неодноразово влаштовувало також «Товариство друзів музики», яке діяло від 1834 року. За кілька років воно отримало офіційний статус під назвою «Товариство для розвитку музики в Галичині», пізніше — «Галицьке музичне товариство» (ГМТ). Його мистецьким директором (художнім керівником) та дириґентом симфонічних концертів став Йоганнес (Ян) Рукґабер, а від 1842 р. — роботу оркестру очолювали талановиті музиканти-аматори: доктор юриспруденції Францішек Пйонтковський, пізніше — Юзеф Проміньський і Кароль Гунґлінґер, фахові дириґенти Йозеф Ернесті, Йозеф Башни, Адольф Пфайффер, Генріх Руфф.
У 1858 році мистецьким директором та дириґентом оркестру Галицького музичного товариства став один із кращих учнів Фридерика Шопена — Кароль Мікулі (1821—1897), який очолював його майже 30 років. Окрім нього впродовж ХІХ століття у місті діяла низка постійних інструментальних колективів: оркестри Львівського німецькомовного театру та театру товариства «Руська бесіда», оркестри низки музичних товариств («Лютня», «Ехо», «Гармонія») та військові оркестри, які, за традицією часу, мали повноцінні симфонічні склади. З цими колективами у Львові виступало чимало відомих тогочасних віртуозів, що було свідченням високого рівня музичного життя міста. Серед них були такі славетні гастролери як Ференц Ліст, Анрі Вьєтан, Йожеф Йоахім, Генрик Венявський, Карл Таузіг, Артур Рубінштайн, Аліція Барбі, Ганс фон Бюлов та багато інших.

## Історія оркестру
Академічний симфонічний оркестр Львівської національної філармонії імені Мирослава Скорика — колектив із понад столітньою історією. Його «офіційним» днем народження вважається 27 вересня 1902 року. В цей день відбувся перший концерт новоствореного колективу у спеціально перепланованому для філармонійних потреб театрі графа Станіслава Скарбека (сьогодні в цьому приміщенні діє Національний академічний український драматичний театр імені Марії Заньковецької). Він слугував чудовим місцем для публічних виступів, адже мав 1240 місць, велику рухому сцену (160 м²), концертний орган, був устаткований електричним освітленням, центральним опаленням, розкіш приміщення доповнювали фонтани, кондитерську, буфет, ресторан та зимовий сад.
Головним дириґентом оркестру став талановитий і прогресивний музикант Людвік Вітезслав Челянський (1870—1931), який зібрав високопрофесійний колектив із 68 осіб, переважну більшість яких складали випускники Празької консерваторії. Поряд з ним за дириґентським пультом працювали Генрик Ярецький та Генрик Мельцер-Щавінський.
Впродовж першого сезону за участі оркестру відбулося понад 114 концертів, а загальна кількість відвідувачів перевищила 115 тисяч осіб! У концертних програмах звучали майже всі симфонії Людвіґа ван Бетховена, симфонічні полотна Фелікса Мендельсона, Вольфґанґа Амадея Моцарта, Франца Шуберта, Роберта Шумана, Ференца Ліста, Антоніна Дворжака, Антона Брукнера, Ґустава Малєра, Каміля Сен-Санса, Петра Чайковського, Ріхарда Штрауса та багатьох інших.

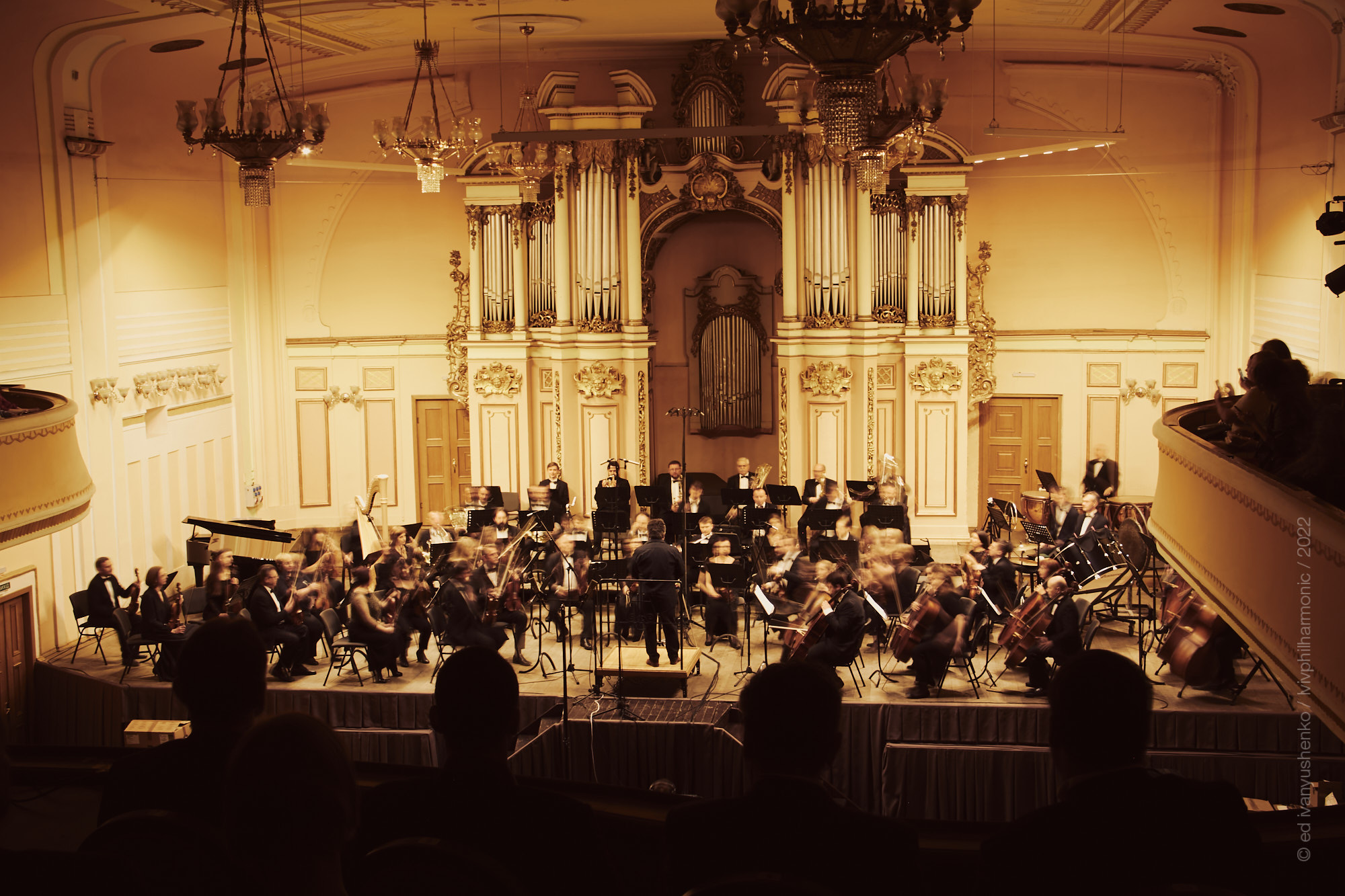
Академічний симфонічний оркестр на сцені Львівської філармонії

В якості запрошених дириґентів із львівським колективом виступали Ріхард Штраус, Ґустав Малєр, Руджеро Леонкавалло, Мечислав Карлович, Лоренцо Перозі. Зокрема, Ріхард Штраус дириґував оркестром 5 січня 1903 року. Під його батутою прозвучали його власні композиції — симфонічні поеми «Дон Жуан», «Смерть і просвітлення», любовна сцена із опери «Згаслі вогні», а також знаменита Симфонія № 5 Людвіґа ван Бетховена. 2 квітня 1903 року львівським колективом дириґував Ґустав Малєр. Програму концерту склали Симфонія № 7 та увертюра «Леонора» Людвіґа ван Бетховена, «Римський карнавал» Гектора Берліоза, увертюра до «Тангейзера» Ріхарда Ваґнера та Перша симфонія Ґустава Малєра. Ще раз остання прозвучала і в другому концерті (4 квітня). Поряд із цією композицією музиканти виконали ще Сьому симфонію Людвіґа ван Бетховена, увертюри та симфонічні фрагменти з опер «Трістан та Ізольда», «Тангейзер», «Нюрнберзькі майстерзінґери» Ріхарда Ваґнера.
У травні 1903 року (7 та 9 травня) симфонічним оркестром дириґував Руджеро Леонкавалло. У програмах його авторських концертів звучали фрагменти із опер «Паяци» і «Медічі», «Неаполітанська сюїта», «Старовинна сюїта» та симфонічна поема «Серафітус-Серафіта». Після блискучого сезону оркестр вирушив на гастролі до Кракова, Лодзі, Варшави та Вільнюса, де припинив своє існування. Упродовж тривалого часу Львівська філармонія не посідала власного оркестру. Її директор Леопольд Літинський зробив спробу створити такий колектив з числа кращих музикантів військових оркестрів кількох місцевих піхотних полків, які продовжили концерту діяльність філармонії в 1903—1904 рр. У наступні роки у Львові передусім виступали гастролюючі оркестри, серед яких Wiener Symphoniker, Wiener Konzert-Verein, Wiener Tonkünstler-Orchester, Münchener Tonkünstler- Orchester, а також симфонічний оркестр Варшавської філармонії, оркестри Чеської філармонії, Празької філармонії та ще багато інших. Також у місті відбувалися гучні прем'єри. Однією з таких була польська прем'єра Симфонії «Polonia» Ігнація Яна Падеревського (перше виконання відбулось 12 лютого 1909 року за участі Бостонського симфонічного оркестру під диригуванням Макса Фідлера), яка прозвучала у 1910 році під батутою Генрика Опєнського (Henryk Opieński) під час І з'їзду польських музикантів, присвяченому 100-річчю від дня народження Фридерика Шопена.
Впродовж 1919—1939 рр. симфонічний оркестр Консерваторії ГМТ залишався практично єдиним постійно діючим оркестром у Львові. Під еґідою Львівської Філармонії і Концертного бюро М. Тюрка час від часу виступав великий симфонічний оркестр Польської Спілки Музикантів організований ще в 1921 р., що складався із 106 інструменталістів (він об'єднав виконавців з ГМТ та Міського театру і діяв до 1924 року). Його програми готували Броніслав Вольфсталь, Адам Солтис та Альфред Штадлер, Мілан Зуна.
У цей період, зокрема у концертному сезоні 1931/1932 рр., внаслідок економічної кризи було розформовано музичні відділи Міського театру. Музиканти з яких увійшли до оркестру «Товариства шанувальників музики і опери», розпочавши самостійну концертну діяльність низкою симфонічних концертів. Колектив виступав під орудою Ґжегожа Фітельберґа, Матеуша Ґлінського, Антона Рудницького, Якуба Мунда, Єжи Колачковського, Стефана Слєдзінського, а також запрошених дириґентів — Казімєжа Вількомірського, Тадеуша Мазуркєвича, Германа Шерхена, Ігнаца Ноймарка, Яші Горенштайна. Згідно анонсів, «Інавгураційний» симфонічний концерт новоствореного оркестру Львівської філармонії відбувся 20 листопада 1933 р. Керував колективом Адам Солтис, зокрема у першому сезоні він поєднував функції директора та артистичного керівника. Активно працював він із оркестром до 1938 року.
У цей період із симфонічним оркестром виступали видатні композитори — Моріс Равель, Бела Барток, Кароль Шимановський, солісти — Антон Рубінштейн, Ферруччо Бузоні, Ванда Ландовська, Леопольд Годовський, Яків Мільштейн, Ежен Ізаї, Пабло Казальс, співаки — Адам Дідур, Станіслава Корвін-Шимановська та ще багато інших.

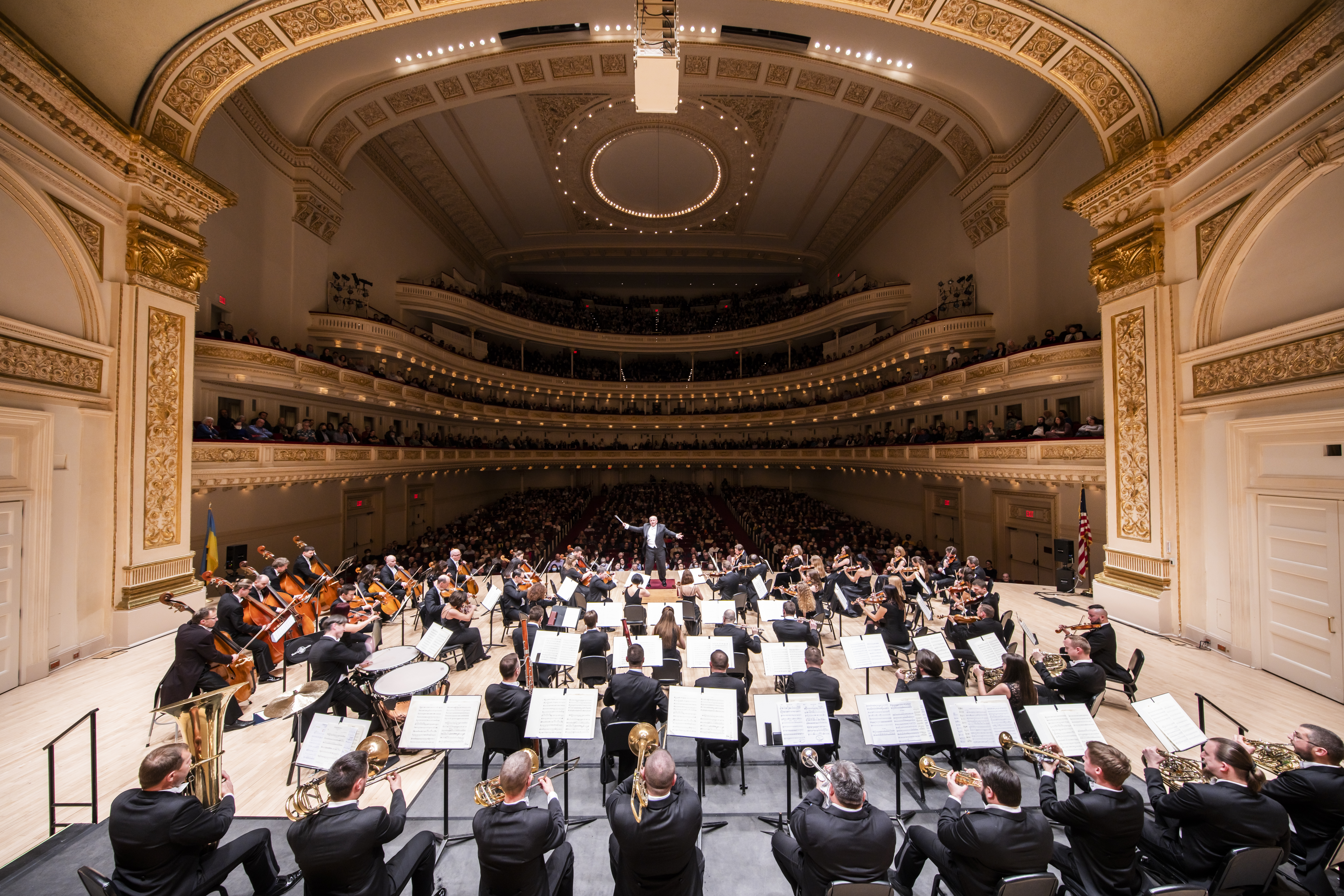
Академічний симфонічний оркестр Львівської національної філармонії, Нью-Йорк (Carnegie Hall)

Із приходом радянської влади, у грудні 1939 року була прийнята «Постанова № 1545 Ради Народних Комісарів (РНК) УРСР від 19 грудня 1939 року про орґанізацію закладів культури і мистецтва в шести новоутворених західних областях України і проведення цієї реорганізації мистецьких установ і навчальних закладів Раднаркомом УРСР і ЦК КП(б)У», згідно з якою передбачалося створити у Львові «державну обласну філармонію із симфонічним оркестром, українською хоровою капелою, з сектором естради та солістами».
Симфонічний оркестр утворили при Обласному радіокомітеті. Вперше колектив виступив 20 грудня 1939 року під батутою Ісаака Паїна, 27-річного диригента, випускника Київської консерваторії. На початку 1940 року цей оркестр реорганізували в симфонічний оркестр Львівської державної обласної філармонії. Очолив його Ісаак Паїн. Також до роботи в оркестрі запросили львівського дириґента та композитора — Миколу Колессу.
У період німецької окупації, у 1941—1944 рр., філармонія не діяла. У повоєнний час оркестр довелося комплектувати заново, що відбулося спільними зусиллями Ісаака Паїна, Діонізія Хабаля, Нестора Горницького і Миколи Колесси. Колектив поновив роботу у серпні 1944 року. На перших концертах звучали твори Станіслава Людкевича, Василя Барвінського, Миколи Лисенка, Станіслава Монюшка, Каміля Сен-Санса, Петра Чайковського, Карла Марії фон Вебера та ін.
Впродовж 1953—1957 рр. та згодом — у 1987—1989 роках диригентом оркестру був Юрій Луців. З 1964 по 1987 рік симфонічний оркестр очолював Дем'ян Пелехатий, який плідно працював із колегами Романом Филипчуком та Ігорем Сімовичем. Із 1989 року головним диригентом оркестру був Іван Юзюк, диригентами — Роман Филипчук та Ярема Колесса. В подальшому цю посаду обіймали Айдар Торибаєв, Ілля Ступель, Тарас Криса. З 2018 року оркестр успішно співпрацює з відомим американським диригентом українського походження Теодором Кухаром, який з травня 2022 року є головним диригентом оркестру.
У 2006 році симфонічному оркестру Львівської національної філармонії присвоєне звання Академічного. У 2018 році за участі цього колективу, під час авторського концерту Мирослава Скорика, Львівська філармонія отримала статус «національної». З вересня 2020 року філармонія носить ім'я цього видатного українського композитора.
Починаючи із 50-х років із оркестром виступали відомі музиканти ХХ століття: Святослав Ріхтер, Генріх та Станіслав Нейгаузи, Еміль Гілельс, Марія Юдіна, Мойсей Грінберг, Дмитро Башкіров, Давид та Ігор Ойстрахи, Мстислав Ростропович, Юрій Лисиченко, Марія Чайковська, Вікторія Лук'янець, Ґідон Кремер, Леонід Коган, Наталія Гутман, Олег Полянський, Дмитро Ткаченко, Роман Гриньків, Мирослава Которович, Олександр Слободяник, Богодар Которович, Олег Криса, Ольга Батистюк, Лідія Шутко, Йожеф Ермінь, Оксана Рапіта, Етела Чуприк та ін. Відбувалися авторські концерти Дмитра Кабалевського, Кшиштофа Пендерецького, Анджея Нікодемовича, Дмитра Шостаковича, Альфреда Шнітке, Арама Хачатуряна, а також українських митців — Станіслава Людкевича, Миколи Колесси, Анатолія Кос-Анатольського, Мирослава Скорика, Валентина Сильвестрова, Євгена Станковича, Ігоря Щербакова тощо.
Вагомими сторінками в історії оркестру є співпраця із відомими диригентами, серед яких Кирило Кондрашин, Фуат Мансуров, Натан Рахлін, Лев Брагінський, Геннадій Рождественський, Рейнгольд Глієр, Євген Мравінський, Енріке де Морі, Еверест Лі, Жорж Окторс, Ніколае Попеску, Бруно д'Астолі, Наполео Сіес, Мічуосі Інсуе, Кармен Мораль, Акіс Балтіс, Томас Зандерлінг, Курт Мазур, Саулюс Сондецкіс, Сімон Камартін, Міша Кац, Ганс Яскульський, Роман Ревакович, Теодор Кухар тощо, а також українські диригенти — Стефан Турчак, Микола Покровський, Федір Глущенко, Ігор Блажков, Роман Кофман, Іван Гамкало, Володимир Кожухар, Володимир Сіренко, Микола Дядюра, Віктор Плоскіна, Хобарт Ерл, Юрій Янко, Вікторія Жадько.
Симфонічний оркестр Львівської національної філармонії є постійним учасником міжнародних фестивалів, зокрема, Міжнародного фестивалю музичного мистецтва «Віртуози», Міжнародного фестивалю сучасної музики «Контрасти», Українсько-польського фестивалю «Відкриваючи Падеревського» та ін. Академічний симфонічний оркестр Львівської національної філармонії є одним з найбільших в Україні, а також добре відомий далеко за її межами.
Оркестр з успіхом гастролював у багатьох країнах світу, серед яких Польща, Італія, Іспанія, Франція, Швейцарія, Німеччина, Нідерланди, Китай, США, Англія. 

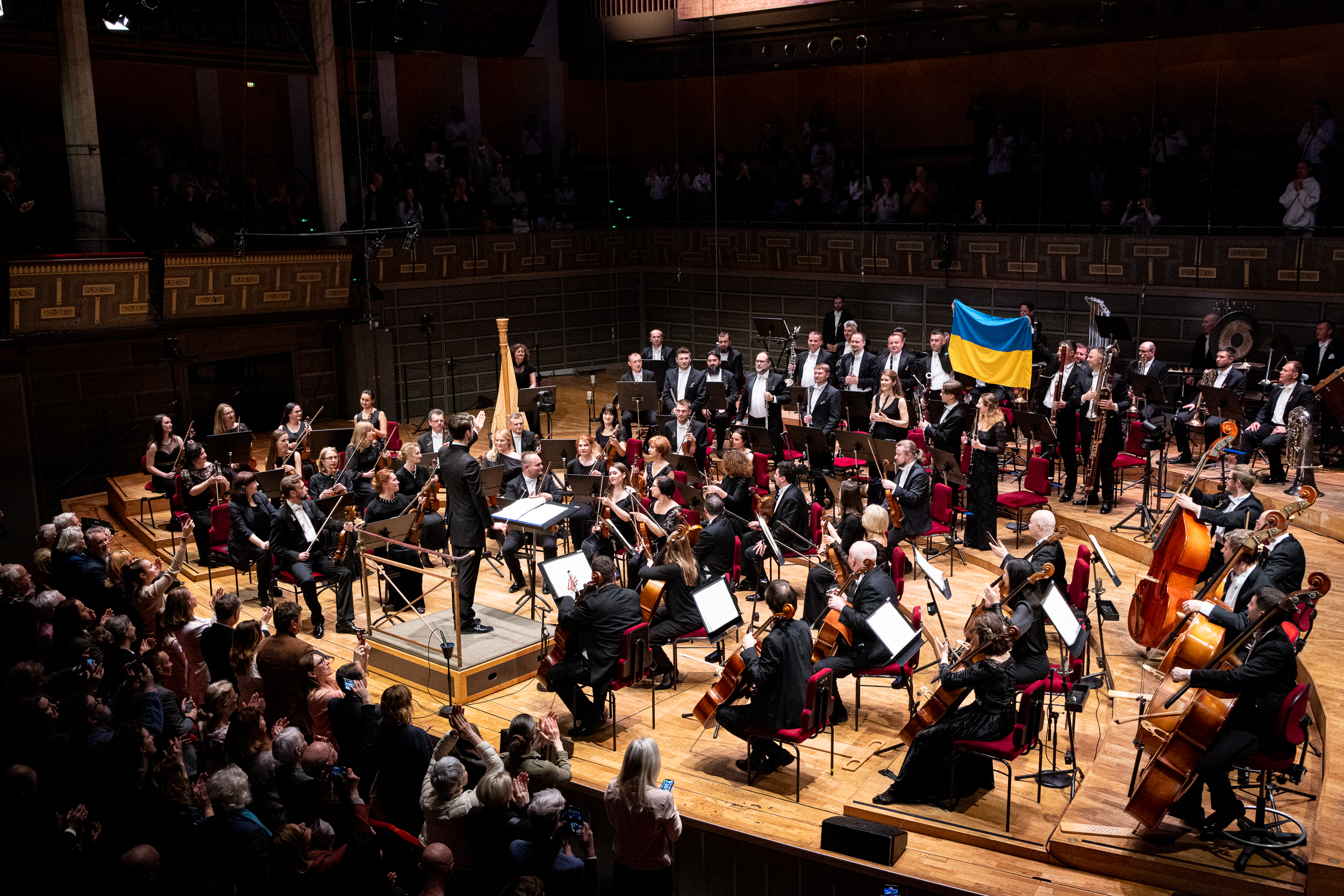
Академічний симфонічний оркестр Львівської філармонії у Stockholm Konserthuset (Стокгольм, Швеція)

Відтак, у січні-березні 2023 року колектив під батутою головного дириґента Теодора Кухара здійснив масштабний гастрольний тур Сполученими Штатами Америки, в межах якого побував у 20-ти штатах та виступив з 40 концертами. У репертуарі гастролей звучали твори Л. ван Бетховена, Й. Брамса, А. Дворжака, В. А. Моцарта, Я. Сібеліуса, Є. Станковича, А. Кос-Анатольського. А також і музика відомого кінокомпозитора Говарда Шора до популярної кіносаги «Lord of the Rings» — з якою симфонічний оркестр виступав у одному з найбільших концертних залів світу Radio City Music Hall, у Нью-Йорку під батутою дириґента із Швейцарії Людвіґа Віккі.
15 лютого 2023 року Симфонічний оркестр Львівської національної філармонії зібрав аншлаг у славетному Carnegie Hall у Нью-Йорку. Того вечора звучали: Камерна симфонія № 3 для флейти та струнних українського композитора Є. Станковича, солював Михайло Сосновський, Концерт для фортепіано з оркестром Й. Брамса, соло виконав Станіслав Христенко, а також — Симфонія № 9 або «З Нового світу» А. Дворжака. На біс оркестр виконав «Гонивітер» А. Кос-Анатольського.

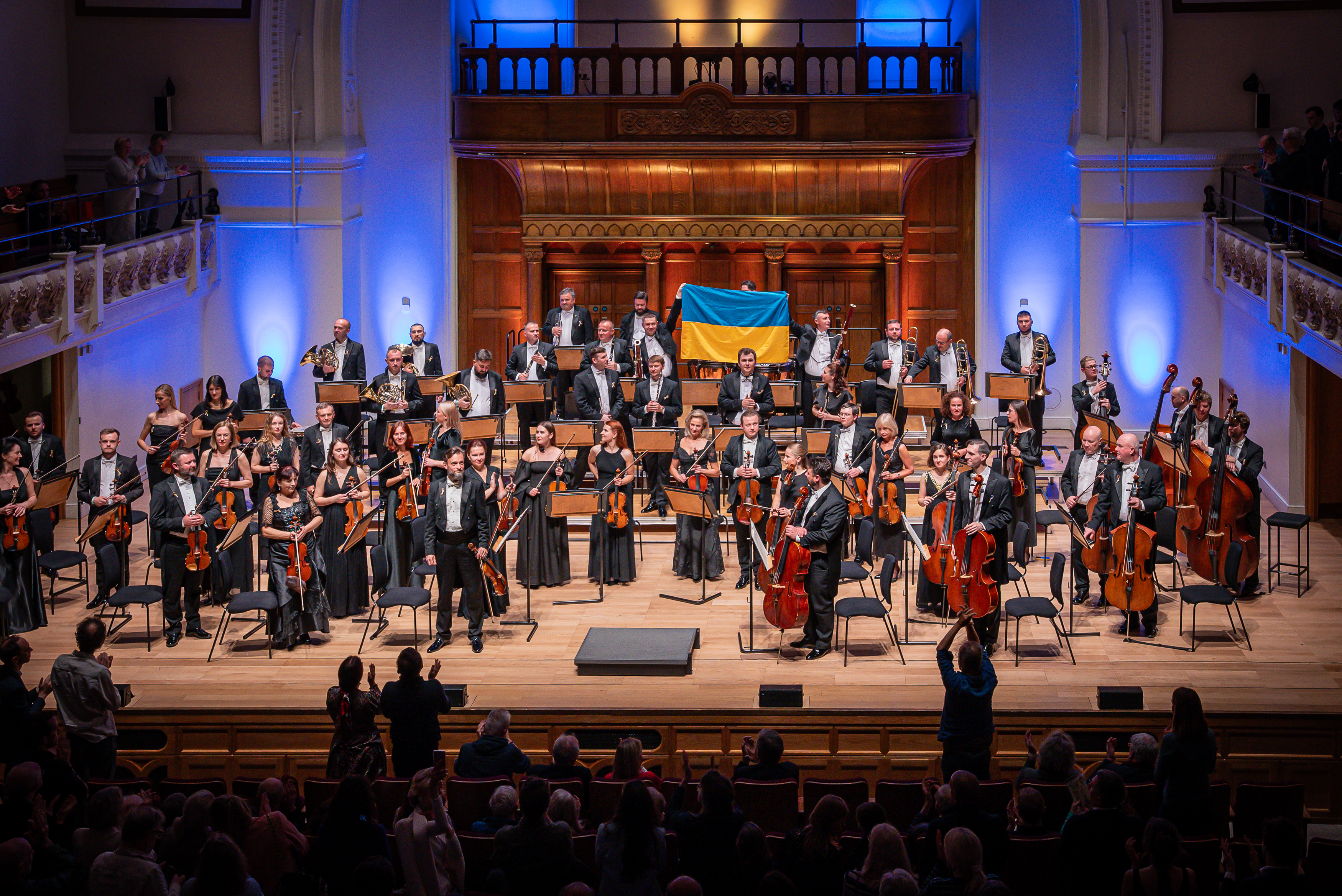
Cимфонічний оркестр Львівської філармонії у Cadogan Hall (Лондон)

У День Європи, 9 травня 2023 року оркестр з успіхом виступив у Королівському концертному залі Стокгольма — серед слухачів була і кронпринцеса Швеції — Вікторія. Під батутою диригента Ярослава Шемета — колектив виконав Увертюру до опери «Тарас Бульба» Миколи Лисенка, «Гуцульський триптих» Мирослава Скорика та Симфонію № 3 Бориса Лятошинського. Два останніх — прозвучали у Швеції вперше.
У жовтні 2024 року відбувся історичний перший гастрольний тур Великою Британією. Колектив під батутою головного диригента Теодора Кухара представив твори європейської та української класики – музику Є. Станковича, Й. Брамса, Л. ван Бетховена, Я. Сібеліуса, А. Дворжака, А. Кос-Анатольського, у провідних концертних залах, зокрема Cadogan Hall у Лондоні, Birmingham Symphony Hall у Бірмінгемі. Серед солістів програм – Михайло Сосновський, флейта, Іржі Барта, віолончель, Оксана Гретчин, скрипка.  
Протягом останніх кількох сезонів оркестр здійснив низку важливих записів для великих міжнародних лейблів, зокрема для Naxos та Brilliant Classics. 